# Dattu Baban Bhokanal
Dattu Baban Bhokanal, född 5 april 1991, är en indisk roddare.
Bhokanal tävlade för Indien vid olympiska sommarspelen 2016 i Rio de Janeiro, där han slutade på 13:e plats i singelsculler.